# Botanische Tuinen Universiteit Luik
De Botanische Tuinen van de Universiteit van Luik (Frans: Espaces botaniques universitaires de Liège) zijn de botanische tuinen van de Universiteit van Luik. De tuinen bevinden zich aan de zuidoostelijke rand van deze stad en ten oosten van de universiteit.
De tuinen werden in 2008 opgericht en zijn een samenvoeging van vier botanische tuinen: het Observatorium voor de Plantenwereld en de Botanische tuin, beide in het dorpje Sart-Tilman, de Wereldtuin en de historische serres van de Botanische tuin van Luik. Bij elkaar bedekken de tuinen een oppervlakte van 21 hectare. De Wereldtuin heeft een plek in het midden van de andere tuinen.
Aan de tuinen ligt een populairwetenschappelijke benadering ten grondslag waarmee geprobeerd wordt een zo groot mogelijk publiek aan te spreken. Hierdoor wordt de klassieke systematiek enigszins losgelaten en meer ingegaan op de wisselwerking van de mens met planten.
De tuinen zijn opgenomen in een vereniging (vzw) en maken deel uit van het Embarcadère du Savoir, samen met andere attracties zoals het Aquarium-Museum, Zoölogisch Museum, Huis van de Wetenschap, Huis van de Metallurgie en Onderzoekstation van Mont Rigi.